# NGC 3766
NGC 3766, även Caldwell 97,, är en öppen stjärnhop ungefär 700 ljusår från jorden i stjärnbilden kentauren.
Studier av ljusstyrkan av 3000 stjärnor i NGC 3766 under sju år avslöjade en ny klass variabla stjärnor; 36 stjärnor med pyttesmå regelbundna variationer i ljusstyrka, på en nivå av 0,1 procent deras normala ljusstyrka, med perioder på mellan två och 20 timmar upptäcktes.